# Деліша Мілтон-Джонс
Деліша Мілтон-Джонс (англ. DeLisha Milton-Jones, 11 вересня 1974) — американська баскетболістка.
Олімпійська чемпіонка 2000, 2008 років.
Переможниця літньої універсіади 1997 року.
Чемпіонка світу 1998, 2002 років, бронзова призерка 2006 року.